# デマール・キャロル
デマール・ラエドリック・キャロル（DeMarre LaEdrick Carroll 1986年7月27日 - ）は、アメリカ合衆国アラバマ州バーミンガム出身の元プロバスケットボール選手であり、現在は指導者。現役時代のポジションはスモールフォワード。

## 経歴
アラバマ州の高校時代は、Rivals.comより、全米40位のスモールフォワード、全ポジションで140位、3つ星に評価された。
バンダービルト大学で2シーズンプレーした後、肝臓疾患に苦しみ中退し、おじのマイク・アンダーソンヘッドコーチが率いるミズーリ大学に転校した。2007年7月にミズーリ州コロンビアのナイトクラブで乱闘に巻き込まれ、銃弾を足首を受け、瀕死の重傷を負うなど、波乱万丈の人生を送ってきた。しかしキャロルはこれらを克服し、2009年のNCAAトーナメントに出場し、ベスト8まで進んだ。NBAスカウトに注目される存在となり、2009年のNBAドラフトでは1巡目全体27位でメンフィス・グリズリーズから指名された。
しかし、学生時代から抱えていた持病のせいもあり、NBA入り後も悪戦苦闘の日々が続き、ジャーニーマンに落ち着いていた。

### アトランタ・ホークス
キャロルにとって転機になったのが、2013年にアトランタ・ホークスに加入してから。献身的にディフェンスに取り組む姿勢をマイク・ブーデンホルツァーHCに買われてスタメンに抜擢されると、攻守共に自己最高のパフォーマンスを披露。2013-14シーズンは初めて平均10得点以上を記録し、2014-15シーズンはチーム新記録の17連勝と初のシーズン60勝に大きく貢献した。

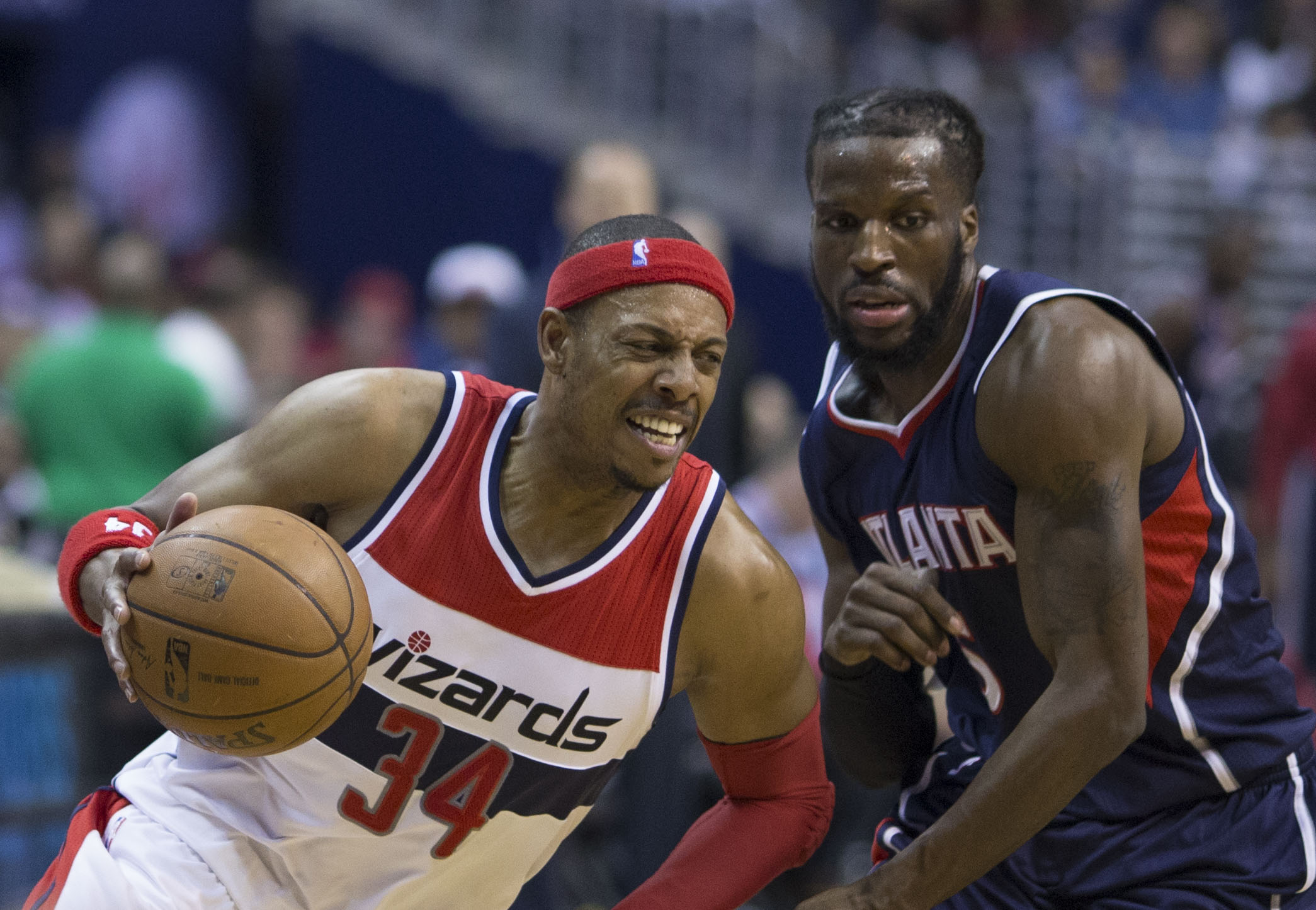
ポール・ピアース(左)をディフェンスするキャロル(右)
（2015年）

### トロント・ラプターズ
2015年7月1日にトロント・ラプターズとの4年総額6,000万ドルの巨額契約に合意した。攻守のキーマンとして活躍していたが、1月4日のクリーブランド・キャバリアーズ戦で右膝を負傷。シーズン終了前に復帰し、チームはプレーオフで初のカンファレンスファイナルまで進出したものの、ホークス時代に対峙したレブロン・ジェームズを食い止めることが出来ず、クリーブランド・キャバリアーズに2勝4敗で屈し、翌2016-17シーズンもキャバリアーズに準決勝でキャバリアーズに屈した。

### ブルックリン・ネッツ
2017年7月13日にジャスティン・ハミルトンとのトレードで、2018年のドラフト1巡目・2巡目指名権と共にブルックリン・ネッツへ移籍した。シーズン開幕戦となるインディアナ・ペイサーズ戦で10得点を記録した。 2017年11月26日のメンフィス・グリズリーズ戦でシーズンハイとなる24得点を記録した。

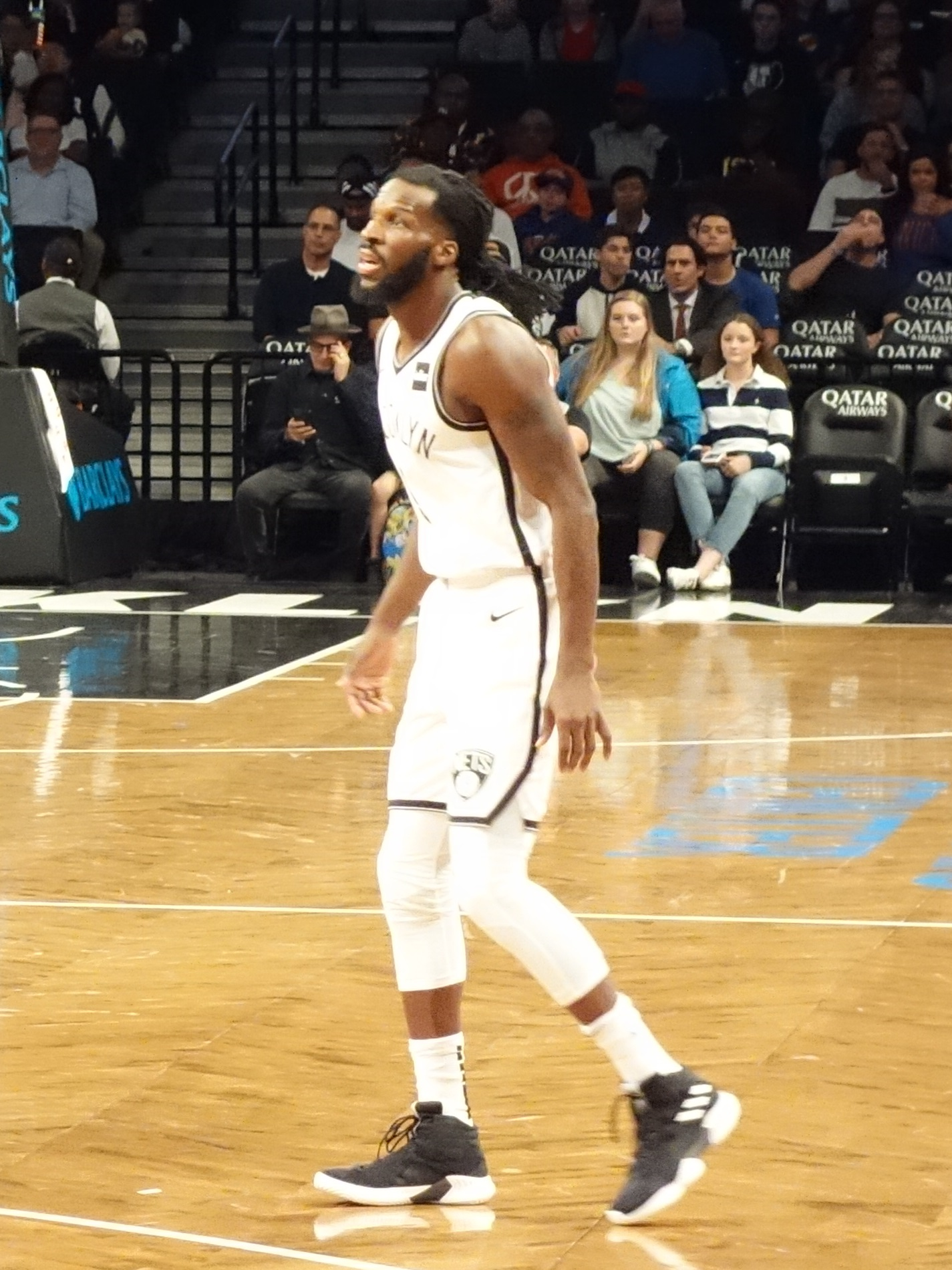
ブルックリン・ネッツでのキャロル（2018年）

### サンアントニオ・スパーズ
2019年7月6日に3チームが絡むトレードでサンアントニオ・スパーズへ移籍し、その後にスパーズとの2年契約に合意した。しかし、スパーズのプレースタイルに噛み合わず、2020年2月17日にスパーズとのバイアウトに合意した。

### ヒューストン・ロケッツ
2020年2月21日にヒューストン・ロケッツとの契約に合意した。

## コーチとしてのキャリア
2022年8月2日にミルウォーキー・バックスのアシスタントコーチとなることが発表され、アトランタ・ホークス時代のヘッドコーチだったマイク・ブーデンホルツァーの下に付くこととなった。
2023年7月4日にロサンゼルス・レイカーズのアシスタントコーチに就任することが発表された。

## 個人成績

### NBA

#### レギュラーシーズン
| シーズン | チーム | GP  | GS  | MPG  | FG%   | 3P%  | FT%   | RPG | APG | SPG | BPG | PPG  |
| -------- | ------ | --- | --- | ---- | ----- | ---- | ----- | --- | --- | --- | --- | ---- |
| 2009–10  | MEM    | 71  | 1   | 11.2 | .396  | .000 | .623  | 2.1 | .5  | .4  | .1  | 2.9  |
| 2010–11  | MEM    | 7   | 0   | 5.6  | .444  | .000 | 1.000 | 1.1 | .3  | .1  | .1  | 1.4  |
| 2010–11  | HOU    | 5   | 0   | 2.2  | .000  | .000 | .000  | .0  | .4  | .0  | .0  | .0   |
| 2011–12  | DEN    | 4   | 0   | 5.3  | 1.000 | .000 | .000  | .8  | .8  | .0  | .0  | 3.0  |
| 2011–12  | UTA    | 20  | 9   | 16.4 | .374  | .368 | .875  | 2.5 | .8  | .6  | .1  | 4.8  |
| 2012–13  | UTA    | 66  | 12  | 16.8 | .460  | .286 | .765  | 2.8 | .9  | .9  | .4  | 6.0  |
| 2013–14  | ATL    | 73  | 73  | 32.1 | .470  | .362 | .773  | 5.5 | 1.8 | 1.5 | .3  | 11.1 |
| 2014–15  | ATL    | 70  | 69  | 31.3 | .487  | .395 | .702  | 5.3 | 1.7 | 1.3 | .2  | 12.6 |
| 2015–16  | TOR    | 26  | 22  | 30.2 | .389  | .390 | .600  | 4.7 | 1.0 | 1.7 | .2  | 11.0 |
| 2016–17  | TOR    | 72  | 72  | 26.1 | .401  | .341 | .761  | 3.8 | 1.0 | 1.1 | .4  | 8.9  |
| 2017–18  | BKN    | 73  | 73  | 29.9 | .414  | .371 | .764  | 6.6 | 2.0 | .8  | .4  | 13.5 |
| 2018–19  | BKN    | 67  | 8   | 25.4 | .395  | .342 | .760  | 5.2 | 1.3 | .5  | .1  | 11.1 |
| 2019–20  | SAS    | 15  | 0   | 9.0  | .310  | .231 | .600  | 2.1 | .7  | .1  | .1  | 2.2  |
| 2019–20  | HOU    | 9   | 0   | 17.2 | .432  | .250 | .773  | 2.7 | 1.6 | .7  | .3  | 6.0  |
| 通算     | 通算   | 578 | 339 | 23.7 | .430  | .358 | .741  | 4.2 | 1.3 | .9  | .3  | 8.9  |

#### プレーオフ
| シーズン | チーム | GP | GS | MPG  | FG%  | 3P%  | FT%   | RPG | APG | SPG | BPG | PPG  |
| -------- | ------ | -- | -- | ---- | ---- | ---- | ----- | --- | --- | --- | --- | ---- |
| 2012     | UTA    | 4  | 0  | 18.3 | .474 | .200 | .000  | 3.8 | .8  | .5  | .3  | 4.8  |
| 2014     | ATL    | 7  | 7  | 35.1 | .469 | .409 | .636  | 4.9 | 1.6 | .7  | .4  | 8.9  |
| 2015     | ATL    | 16 | 16 | 34.9 | .486 | .403 | .780  | 6.1 | 2.0 | 1.1 | .3  | 14.6 |
| 2016     | TOR    | 20 | 19 | 29.8 | .390 | .328 | .750  | 4.1 | .9  | .9  | .4  | 8.9  |
| 2017     | TOR    | 10 | 7  | 15.5 | .405 | .318 | .556  | 2.7 | .5  | .8  | .5  | 4.2  |
| 2019     | BKN    | 3  | 3  | 27.0 | .280 | .313 | 1.000 | 3.7 | .7  | 1.3 | .0  | 7.7  |
| 通算     | 通算   | 60 | 52 | 28.5 | .433 | .356 | .754  | 4.4 | 1.2 | .9  | .4  | 9.3  |

## プレースタイル
"ジャンクヤード・ドック"の異名が示す通り、激しいディフェンスを武器とする選手として知られていた。オフェンスの方もアトランタ・ホークス加入後は飛躍的に向上し、ローテーションの一角として重宝されていた。

## その他
"ジャンクヤード・ドック"の名付け親はミズーリ大学時代の当時のペットコーチのマイク・アンダーソンで、ジャレッド・ダドリーと同じニックネームとなっている。